# Cicindela decemnotata
Cicindela decemnotata is een keversoort uit de familie van de loopkevers (Carabidae). De wetenschappelijke naam van de soort is voor het eerst geldig gepubliceerd in 1817 door Say.